# Ígor Smirnov
Ígor Nikoláievich Smirnov (en ruso: Игорь Никола́евич Смирнóв; Petropávlovsk-Kamchatski, Unión Soviética, 23 de octubre de 1941) es un político transnistrio de origen ruso. Fue presidente de Transnistria desde 1991 hasta 2011, un estado situado en Europa Oriental no reconocido por la comunidad internacional. Dentro de este territorio, se lo conoce como el "Papá Noel" de los dirigentes transnistrios.

## Niñez
Smirnov nació en la República Socialista Federativa Soviética de Rusia durante la Segunda Guerra Mundial; hijo de un trabajador relacionado con el Partido Comunista de la Unión Soviética y de una periodista, editora de periódicos. Cuando el Partido le prometió a su padre un cargo de mayor jerarquía, se mudaron a la RSS de Ucrania. Sin embargo, en 1952 su padre fue arrestado, acusado de una mala administración de las granjas colectivas, siendo sentenciado a quince años de trabajos forzados, por lo cual Smirnov y su familia se vieron forzados a emigrar hacia una zona central de Rusia, cercana a los montes Urales.

## Vida profesional

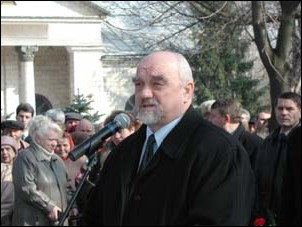
Smirnov dando un discurso en 2003.

En 1959 comenzó a trabajar en una fábrica metalúrgica, pero poco después regresó a Ucrania, donde trabajó en la construcción de un complejo hidroeléctrico.
Smirnov mostró un gran entusiasmo por el estilo de vida soviético, yendo a estudiar durante la noche y participando en un gran número de actividades atléticas y culturales. Se casó con Zhannetta Nikolaevna Lotnik a comienzos de la década de 1960 y sirvió en el Ejército Rojo entre 1963 y 1966. Tras afiliarse al PCUS, en 1963, sirvió como un Komsomol, luego de retornar a la vida civil.
En 1974 se graduó de Constructor de Maquinarias en la Universidad de Zaporiyia, mediante los cursos por correspondencia que había tomado.

## Participación política

### Convocatoria de huelga
Cuando los estados comunistas ligados a la URSS comenzaron a colapsar, a finales de la década de 1980, los ciudadanos de algunas áreas comenzaron a reclamar la soberanía de diferentes zonas, identificadas con una única identidad nacional. Cuando los moldavos iniciaron el debate acerca de la introducción del idioma moldavo como oficial, en conjunto con el ruso, la opinión de la población se dividió entre quienes clamaban por la independencia del Kremlin y una posible unión con Rumanía y quienes consideraban necesario la continuidad del país como un estado soviético.
En 1989, cuando se filtró la información de que el moldavo sería declarado como el único idioma oficial, Smirnov y otros trabajadores industriales se unieron para crear el Consejo Colectivo del Trabajo, llamando de inmediato a huelga, que prontamente desembocó en una paralización casi total de la actividad industrial, concentrada principalmente en Transnistria.

### Ingreso a la política

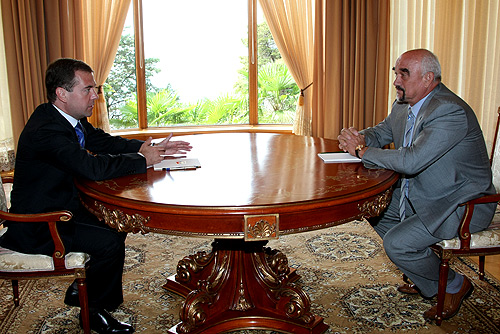
Ígor Smirnov y el Presidente de Rusia, Dmitri Medvédev, en 2008.

Al detectar que la huelga no había tenido el acatamiento esperado en Chisináu, el CCT reconsideró sus tácticas; Smirnov y otros, vieron a las cercanas elecciones de 1990 como una oportunidad para aplicar los cambios que proclamaban. Smirnov se postuló y ganó dos escaños en el parlamento moldavo y dos municipios locales. Acto seguido, se postuló para la presidencia de ese órgano. En una espectacular demostración de lo mucho que había disminuido el poder del PCUS, Smirnov derrotó a su rival, el Primer Secretario de la ciudad, del Comité Central del Partido, Leonid Tsurkan, por un margen de 2 a 1 margen. A partir de este momento, Tiráspol se transformó en una ciudad controlada por la CCT.
Sin embargo, las cosas para Smirnov en el Soviet Supremo Moldavo no fueron fáciles; los candidatos del CCT, mayormente de Transnistria, eran una pequeña facción de alrededor del 15%. En mayo de 1990, estos diputados fueron atacados y golpeados por manifestantes que apoyaban la independencia, debiendo abandonar sus cargos.
Imposibilitados de cambiar el curso de los sucesos en Chisináu, estos diputados decidieron crear su propio estado soviético. Muchos moldavos reaccionado con indignación ante esta violación de su soberanía y el gobierno central soviético públicamente reprendió a los separatistas para agravar la situación y empujar aún más hacia la independencia moldava.

### Declaración de independencia
Ígor Smirnov emergió como el líder de la CCT a nivel regional. Cuando la Primera región del Congreso Diputados de Transnistria creó una zona económica autónoma, en junio de 1990, Smirnov fue elegido presidente de un consejo de coordinación, encargado de impulsar la soberanía. Un segundo congreso se celebró el 2 de septiembre, proclamando la creación de la República Socialista Soviética Moldava Pridnestroviana.